# Pygmodeon excelsum
Pygmodeon excelsum är en skalbaggsart som beskrevs av Martins och Dilma Solange Napp 1986. Pygmodeon excelsum ingår i släktet Pygmodeon och familjen långhorningar.
Artens utbredningsområde är Costa Rica. Inga underarter finns listade i Catalogue of Life.